# Annemarie Sylvia Meier
Annemarie Sylvia Meier (* 19. Februar 1957 in Bochum) ist eine deutsche Schachspielerin.

## Leben

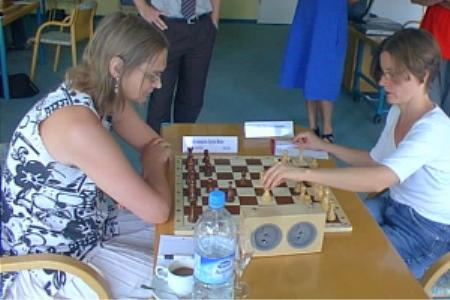
Annemarie Meier (links), 2003 bei der Deutschen Schachmeisterschaft der Frauen in Altenkirchen (Westerwald)

Annemarie Meier gewann 2003 in Altenkirchen (Westerwald) die Deutsche Meisterschaft der Frauen. Sie wurde zweimal nationale Meisterin im Blitzschach (1996 und 2004) und siegte bislang einmal bei deutschen Schnellschachmeisterschaften der Frauen (1997).
Mit den Stuttgarter Schachfreunden 1879 spielte Annemarie Meier in der Saison 2001/02 in der Deutschen Damenbundesliga. Bei der Deutschen Frauen-Länder-Mannschaftsmeisterschaft 2008 in Braunfels holte sie für Württemberg am ersten Brett vier Punkte aus fünf Partien.
Meier machte mit 17 Jahren Abitur und begann auf Wunsch des Vaters ein Mathematik-Studium, das Meier aber vorzeitig abbrach. Im Alter von 25 Jahren hatte Meier ein Coming-out als trans Frau. Meier spielte bis 1980 in Tübingen Schach, entschloss sich Anfang der 1990er Jahre zu einer geschlechtsanpassenden Operation und begann nach einer 15-jährigen Pause im Jahr 1995 wieder mit dem Schachspiel, diesmal in Stuttgart und seitdem im Frauenbereich.
Annemarie Meier wird bei der FIDE als inaktiv geführt, da sie seit der Saison 2011/12 der 2. Frauenbundesliga keine Elo-gewertete Partie mehr gespielt hat. Eine Norm zum Titel Internationaler Meister der Frauen (WIM) erzielte sie beim Internationalen Frauenturnier in Wangen im Allgäu 1997.